# Zhengyu (köpinghuvudort i Kina, Jiangsu Sheng, lat 32,06, long 121,36)
Zhengyu är en köpinghuvudort i Kina. Den ligger i provinsen Jiangsu, i den östra delen av landet, omkring 240 kilometer öster om provinshuvudstaden Nanjing. Antalet invånare är 29 206. Befolkningen består av 16 511 kvinnor och 12 695 män. Barn under 15 år utgör 12,0 %, vuxna 15-64 år 67 %, och äldre över 65 år 19,0 %.
Runt Zhengyu är det mycket tätbefolkat, med 1 135 invånare per kvadratkilometer. Närmaste större samhälle är Sanyu, 10,1 km nordväst om Zhengyu. Trakten runt Zhengyu består till största delen av jordbruksmark.
Genomsnittlig årsnederbörd är 1 257 millimeter. Den regnigaste månaden är juli, med i genomsnitt 219 mm nederbörd, och den torraste är januari, med 35 mm nederbörd.